# Cheilotrema saturnum
Cheilotrema saturnum е вид бодлоперка от семейство Sciaenidae.

## Разпространение и местообитание
Видът е разпространен в Мексико и САЩ.
Обитава крайбрежията и пясъчните и скалисти дъна на морета, заливи и рифове в райони с тропически, умерен и субтропичен климат. Среща се на дълбочина от 3,1 до 17 m.

## Описание
На дължина достигат до 45 cm, а теглото им е максимум 700 g.
Продължителността им на живот е около 20 години.